# Pardogryllacris pardalina
Pardogryllacris pardalina är en insektsart som först beskrevs av Gerstaecker 1860.  Pardogryllacris pardalina ingår i släktet Pardogryllacris och familjen Gryllacrididae. Inga underarter finns listade i Catalogue of Life.